# Drávapiski
Drávapiski je selo u južnoj Mađarskoj.
Zauzima površinu od 4,91 km četvorni.

## Zemljopisni položaj
Nalazi se u Ormánságu, na 45° 50' 24" sjeverne zemljopisne širine i 18° 6' 4" istočne zemljopisne dužine, par km južno od Vilanjske planine, 4,5 km sjeverozapadno od Drave i granice s Republikom Hrvatskom. Najbliže naselje u RH je Donji Miholjac koji se nalazi 9 km jugoistočno.
Adorjás je 2 km sjeverozapadno, Korša je 2 km sjeverno-sjeverozapadno, Rádfalva je 2 km sjeveroistočno, Drávacsepely je 2 km istočno, Kémes je 500 m južno, Cún je 2 km jugoistočno, Kisszentmárton je 4,5 km istočno-jugoistočno, a Idvik je 3,5 km istočno.

## Upravna organizacija
Upravno pripada Šikloškoj mikroregiji u Baranjskoj županiji. Poštanski broj je 7843.

## Povijest
Selo se u povijesnim dokumentima prvi put spominje 1177. pod imenom Pyspeky. S obzirom na ime, vjerojatno je bila biskupskim posjedom. 1177. je pripadala kémeskim gospodarima.

## Promet
500 m južno od sela prolazi pruga Barča-Šeljin-Mohač.

## Stanovništvo
Drávapiski ima 97 stanovnika (2001.). Mađari su većina. Romi čine 8% stanovnika. 42% stanovnika su rimokatolici, 20% su kalvinisti, a za preko trećine nije poznata vjera.

## Vanjske poveznice
- Drávapiski na fallingrain.com